# Irénée Vander Ghinst
Irénée Joseph Vander Ghinst (Brugge, 28 juli 1884 - Watermaal-Bosvoorde, 30 april 1949) was een Belgisch hoogleraar, stomatoloog en invloedrijk persoon.

## Levensloop
Vander Ghinst was een zoon van de Brugse arts Irénée Florimond Vander Ghinst (1845-1921) en van Sabine De Kimpe (1856-1888). De vader was, behalve een bekende huisarts, die een statig herenhuis bewoonde in de Sint-Jakobsstraat, een figuur in het Brugse culturele leven, onder meer actief in het Brugse Willemsfonds, waarvan hij enkele jaren voorzitter was. Hij stond ook af en toe als kandidaat op verkiezingslijsten voor de Liberale Partij, altijd op onverkiesbare plaatsen. 
Irénée-Florimond was een zoon van de atheneumleraar Auguste Vander Ghinst (Kortrijk, 18 april 1813 - Brugge, 9 januari 1886) en van Juliette Fivé (1811-1893). August was een vriend en correspondent van Multatuli en dit toonde meteen aan dat de culturele belangstelling binnen de familie verder reikte dan de eigen stad. 
Sabine De Kimpe was een dochter van Karl De Kimpe en van Sabine Calloigne (1819-1913) die op haar beurt de dochter was van de bekende beeldhouwer, stadsbouwmeester en Romeprijswinnaar Jan-Robert Calloigne (1775-1830).
Irénée junior studeerde aan het koninklijk atheneum in Brugge en vanaf 1904 aan de Rijksuniversiteit Gent. Hij werd er lid van 't Zal wel gaan, maar stichtte weldra, samen met George Sarton, die een levenslange vriend werd, een meer linkse, dissidente vereniging onder de naam Ter Waerheid. Daar leerden ze de Antwerpse socialist Hendrik De Man kennen, evenals de anarchistische dichter Raymond Limbosch. Kort daarna stichtten ze in 1905 nog een andere vereniging over de naam Reiner Leven, die de anarchistisch-christelijke levenshouding wilde volgen die door Leo Tolstoj werd voorgehouden. Het waren kortstondige verenigingen, maar die aanleiding gaven tot levenslange vriendschappen.
In 1906 behaalde Vander Ghinst zijn eerste diploma in de geneeskunde en werkte onmiddellijk in het universitair labo van histologie. In 1907 begon hij aan zijn doctoraat aan de Université libre de Bruxelles, waar hij in 1909 afstudeerde als doctor in de geneeskunde. Tegelijk was hij actief in politiek-literaire kringen. Hij leerde er Marianne Vauthier kennen, met wie hij in 1912 trouwde. Ze hadden een enige zoon, Marcel. Verder werd hij bevriend met onder meer de dichter René Lyr, de aquarellist Jules De Bruycker, de schilder Henri de Groux en de hellenist Raymond Herbos. Hij maakte kennis met de voormalige priester en filosoof Marcel Hébert (1856-1916), die de kerk verlaten had na de veroordeling van het modernisme, doceerde aan de Brusselse Université Nouvelle en als het ware zijn mentor werd. 
In 1908 schreef hij zich in als legerarts en volgde een specialisatie tandheelkunde in het Belgisch leger. Vanaf 1909 begon hij met de organisatie van tandheelkundige diensten in de verschillende legerafdelingen waar hij werd aangesteld: Aarlen, Dendermonde en Brussel. In deze laatste stad richtte hij de eerste volwaardige militaire tandheelkundige kliniek op. Hij begon ook de tandheelkunde te doceren aan de legerartsen.
In 1910-1911 studeerde hij verder aan de École de Stomatologie in Parijs. Bij zijn terugkeer werd hij lid van de Société Belge de stomatologie, waarvan hij in 1924-1925 de voorzitter zou zijn.
In 1912 werd hij de assistent van Jules Bordet in diens laboratorium voor de studie van mondinfecties. Door een tyfusaanval geveld, werd hij in april 1914, na een lange herstelperiode, benoemd in de tandheelkundige afdeling van het Brussels Sint-Pietershospitaal.
Na de oorlog, waar hij actief aan deelnam, werd Vander Ghinst opnieuw stomatoloog in Brussel. In 1922 werd hij diensthoofd voor tandheelkunde in het Sint-Janshospitaal, in 1923 in het Brugmann-hospitaal en vanaf 1934 in het universitair ziekenhuis Saint-Pierre, waar hij in 1947 met pensioen ging.
In 1930 werd hij docent aan het Institut dentaire binnen de faculteit geneeskunde van de ULB. In 1934 werd hij buitengewoon hoogleraar en bleef dit tot in 1947. Hij doceerde klinische tandheelkunde, pathologie, orthodontie en mondtherapie.
In 1933 hertrouwde hij met Hélène Stockmans (1904-1968). Ze kregen twee kinderen: Guy (°1934) en Yves (°1937). Guy zorgde voor de intellectuele nalatenschap van zijn vader.

## Oorlogen
Vander Ghinst, die ondertussen het leger had verlaten, meldde zich als vrijwilliger bij het uitbreken van de Eerste Wereldoorlog. Hij werd arts bij verschillende regimenten tijdens de eerste gevechten. Na de terugtrekking achter de IJzer nam hij deel aan de evacuatie van Diksmuide.
In 1915 werd hij belast met het organiseren van de tandheelkunde binnen het leger. Hij werkte in het chirurgische ziekenhuis van Adinkerke en in het hospitaal L'Océan in De Panne. Bevorderd tot commandant, nam hij samen met Belgische artillerie-eenheden deel aan de veldslagen van de Somme. In juli 1917 keerde hij terug naar het 9e Linieregiment en bleef er als regimentsgeneesheer aan verbonden tot in mei 1919. Hij werd ook belast met het organiseren van een antigascentrum. Bij herhaling werden zijn moed en activiteiten geprezen in legerorders.
Nadat hij in de lente van 1919 het leger had verlaten, stichtte hij de Verbroedering van officieren 1914-1918 en het tijdschrift Le Vétéran. Hij werd voorzitter van de Vereniging van geneesheren reserveofficieren.
Bij het begin van de Tweede Wereldoorlog werd hij, met de graad van kolonel, belast met de leiding van het militair hospitaal in Blankenberge. Hij vergezelde terugtrekkende Belgische troepen en leidde het geneeskundig centrum van het Belgisch leger in Montpellier. Tot in augustus 1940 nam hij deel aan de repatriëring van soldaten, jonge rekruten en Belgische vluchtelingen.
Tijdens de bezetting trad hij toe tot het Geheim Leger en leidde de gezondheidsdienst in de Zone IV. Tijdens de actieve strijd vanaf september 1944 was hij bijzonder actief. Vervolgens verliet hij definitief het leger met de graad van generaal-geneesheer.  

## Politiek
Vanaf zijn studententijd interesseerde Vander Ghinst zich voor maatschappelijke problemen. Hij sloot zich aan bij een groepje libertarische studenten. Vervolgens werd hij een sympathisant van de Belgische socialistische partij. Hij sloot zich nooit bij de partij aan, maar onderhield goede contacten met Emile Vandervelde en werkte nauw met hem samen, onder meer in het door hem gestichte Comité de politique étrangère. Hij onderhield ook vriendschapsrelaties met August Vermeylen, Edward Anseele en Jules Destrée.
Hij was ook lid van het Comité de politique nationale en in dit kader publiceerde hij een studie onder de titel Fédéralisme international. Doctrine fédéraliste européenne. In 1926 stichtte hij de Belgische afdeling van de Pan-Europese Beweging van graaf Richard Coudenhove-Kalergi. In 1931 stichtte hij de denktank Institut d'économie européenne en bleef er bestuurder van.
In 1945 behoorde hij tot de stichters van de Union Démocratique Belge, in de overtuiging dat de heropbouw van de democratie nieuwe politieke groeperingen behoefde. Hij werd ondervoorzitter van de partij. Na de mislukking van het experiment bleef Van der Ghinst afzijdig van politiek engagement.

## Vlaamse Beweging
Ook al ging Vander Ghinst op in de Franstalige milieus van Brussel en van de ULB, bleef hij belangstelling betonen voor Vlaamse aangelegenheden.
Hij was fier over de relatie van zijn grootvader met Eduard Douwes Dekker en onderhield zijn eigen jarenlange vriendschap met August Vermeylen. 
Hij was in 1923 een van de stichters van de Vlaamse Club voor Kunsten, Wetenschappen en Letteren in Brussel en was er in 1930-1932 de voorzitter van, na Vermeylen en Isidoor Teirlinck.
Vander Ghinst was een gulle gastheer, in zijn villa van Watermaal-Bosvoorde en in de historische hoeve die hij restaureerde in Heist-op-den-Berg. Hij was een natuurliefhebber, met grote bewondering voor oude bomen en met actieve belangstelling voor tuinaanleg.

## Publicaties
- Multatuli: Zeven brieven aan August Van der Ghinst te Brugge, uit de jaren 1871, 1872, 1873, Antwerpen, De Nederlandsche Boekhandel, 1910.
- Traité élémentaire de pathologie buccale, Brussel, z.d.